# Мажор
Мажо́р (лат. major — больший, также, большой, старший), в музыке — один из двух ладов (наряду с минором) гармонической тональности.
Характерная особенность мажорного звукоряда — его третья ступень, отстоящая от первой ступени на большую терцию. Кроме натурального, существуют также гармонический и мелодический мажор. Тоника (основная ладовая функция) мажора представлена мажорным трезвучием.

## Ступени лада
Каждая ступень мажорного или минорного лада имеет самостоятельное название:
- I ступень — тоника (Т),
- II ступень — нисходящий вводный звук,
- III ступень — медианта (средняя),
- IV ступень — субдоминанта (S),
- V ступень — доминанта (D),
- VI ступень — субмедианта (нижняя медианта),
- VII ступень — восходящий вводный звук.

Тоника, субдоминанта и доминанта называются главными ступенями, остальные — побочными ступенями.

## Обозначение
При обозначении тональности слово «мажор» прибавляется к названию тоники, например «До мажор» (С-dur), «Фа-диез мажор» (Fis-dur) и тому подобное.

## Звучание
Обычно окраска звучания мажорных произведений субъективно воспринимается как «светлая» и «радостная», в противоположность окраске минора. Контраст мажора и минора составляет один из важнейших эстетических контрастов в музыке.

## Тональности
|     |     |     |    |    |   |   |   |   |   |     |     |     |     |     |
| Ces | Ges | Des | As | Es | B | F | C | G | D | A   | E   | H   | Fis | Cis |
| as  | es  | b   | f  | c  | g | d | a | e | h | fis | cis | gis | dis | ais |